# Ben Hillier
Ben Hillier (...) è un produttore discografico inglese.
È membro del collettivo 140 dB. Ha prodotto i più recenti album in studio della band di musica elettronica Depeche Mode, ovvero Playing the Angel (2005), Sounds of the Universe (2009) e Delta Machine (2013), oltre ad altri successi commerciali tra cui Think Tank dei Blur e Some Cities dei Doves.

## Produzioni
- 2000 Graham Coxon - The Golden D
- 2001 Clinic - Walking with Thee
- 2001 Elbow - Asleep in the Back (6 pistes)
- 2003 Blur - Think Tank
- 2003 Elbow - Cast of Thousands
- 2004 Tom McRae - Just Like Blood
- 2005 Natalie Imbruglia - Counting Down the Days
- 2005 Depeche Mode - Playing the Angel
- 2005 Doves - Some Cities
- 2006 The Futureheads - News and Tributes
- 2007 The Horrors - Strange House
- 2008 The Rascals - Rascalize
- 2009 Depeche Mode - Sounds of the Universe
- 2009 Natalie Imbruglia - Come to Life
- 2013 Depeche Mode - Delta Machine